# Xylocarpus
Genre
Xylocarpus est un genre de plantes à fleurs de la famille des Meliaceae, comprenant trois espèces d'arbres des mangroves originaires des côtes de l'Océan Indien et de l'Est de l'Océan Pacifique.

## Description

### Appareil végétatif

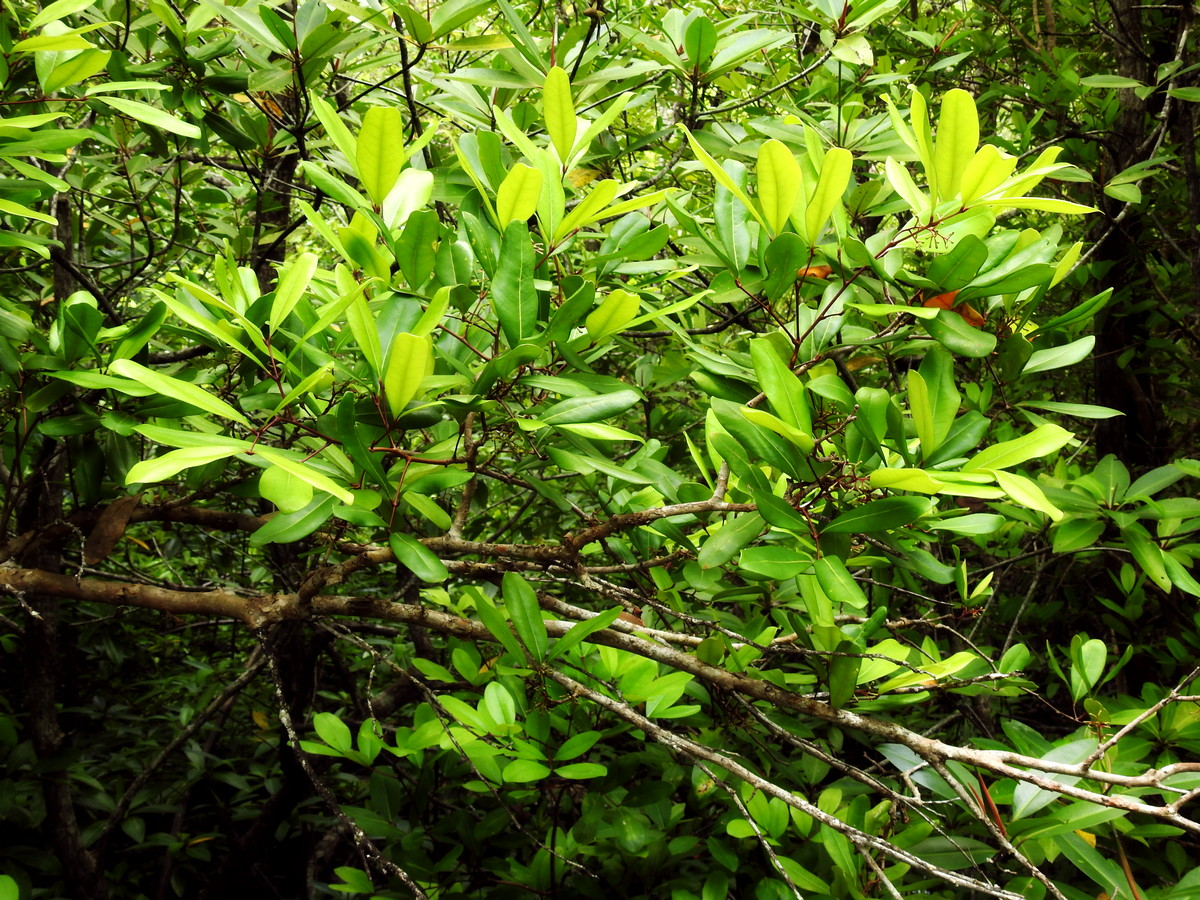
Feuillage de Xylocarpus moluccensis.

Ce sont des arbres ou arbustes semi-sempervirents. Les feuilles sont en spirale, uniformément pennées ; les folioles sont par paire, au nombre de 2,4,6 ou 8 ; les limbes des folioles sont à marge entière.

### Appareil reproducteur

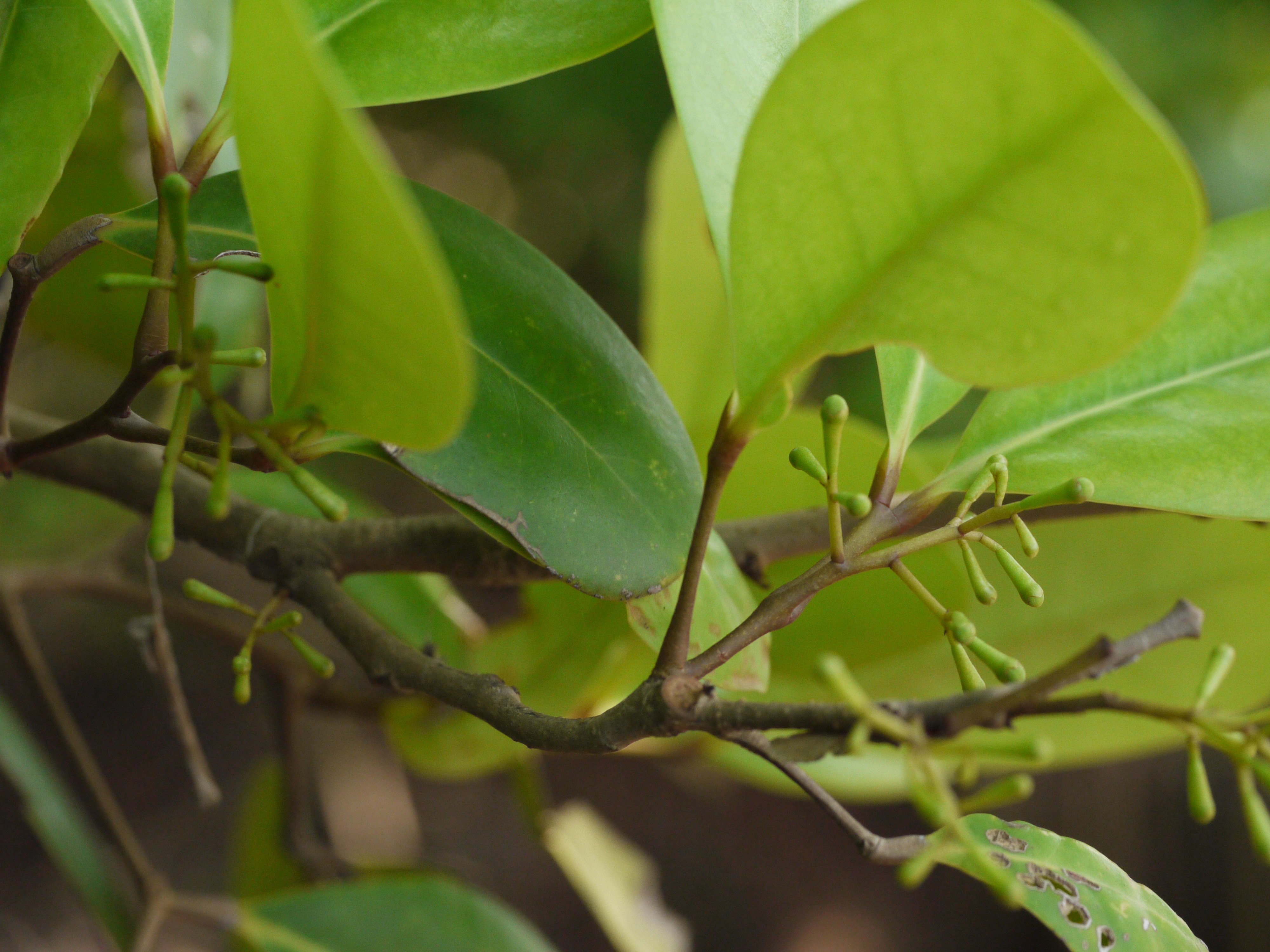
Cymes de Xylocarpus granatum.

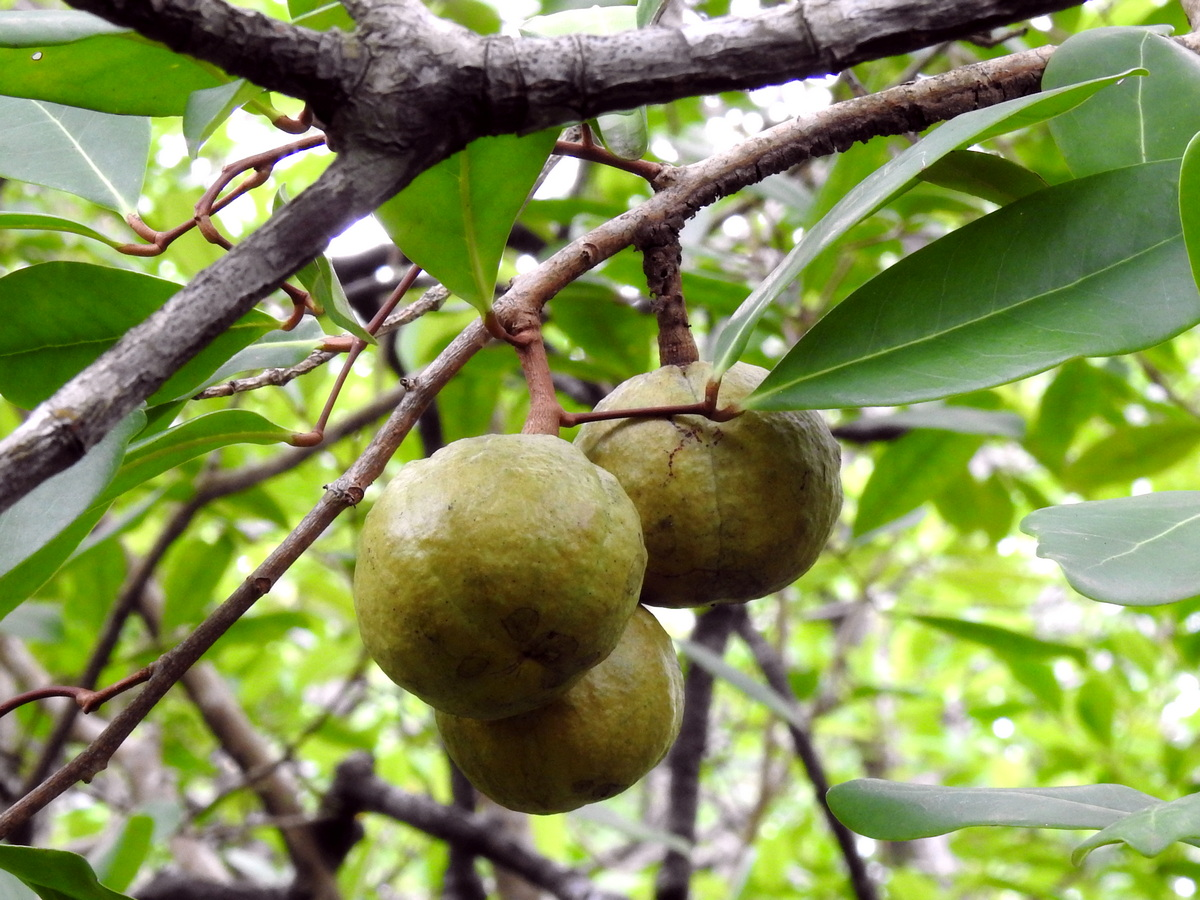
Fruits de Xylocarpus moluccensis.

Les inflorescences sont disposées en thyrses axillaires, constituées de cymes éparses. Les fleurs sont apparemment bisexuées. Le calice est court, quadrilobé ; les lobes sont oblongs, déformés dans le bourgeon. Le tube staminal est en forme de bouilloire, rétréci apicalement, l'apex octogonal. Il y a huit anthères, sessiles, insérées entre les lobes et alternant avec eux, oblongues, incluses. Le disque est épais, hémisphérique, charnu, adné à la base de l'ovaire. Ce dernier est petit, globuleux, quadriloculaire, avec trois ou quatre ovules superposés par locule. Le style est cylindrique ; le stigmate est discoïde. Le fruit est une capsule globuleuse ; le péricarpe est charnu, déhiscent en quatre segments. Il contient entre 5 et 20 graines grandes et épaisses, irrégulièrement tétraédriques à pyramidales ; le sarcotesta est spongieux ; l'endosperme est absent ; les cotylédons sont épais.

## Habitat et écologie
Xylocarpus pousse dans les mangroves et les forêts côtières. Les graines flottent juste sous la surface de la mer et sont largement dispersées par les courants. C'est l'un des premiers genres d'arbres à avoir colonisé les pentes du Krakatoa après son éruption en 1883.

## Systématique
Le genre a été décrit de Malaisie en 1784 par le botaniste allemand Johann Gerhard Koenig, dans (de) Der Naturforscher, vol. 20, p. 2, avec Xylocarpus granatum comme espèce type. Le nom Xylocarpus vient du grec ancien, Xylo pour « bois » et carpus pour « fruit ». Le genre est classé dans la sous-famille des Cedreloideae ou des Swietenioideae, tribu des Xylocarpeae,.
Les deux genres suivants sont fusionnés dans Xylocarpus et sont donc synonymes :
- Granatum Kuntze
- Monosoma Griff.

## Liste des espèces
Le genre comprend les trois espèces suivantes,,, :
- Xylocarpus granatum J.Koenig
- Xylocarpus moluccensis (Lam.) M.Roem.
- Xylocarpus rumphii (Kostel.) Mabb.